# Fußball-Regionalliga 2020/21
Die Saison 2020/21 der Regionalliga war die 13. Saison der Fußball-Regionalliga als vierthöchste Spielklasse in Deutschland. Ab der Saison 2018/19 stiegen vier Mannschaften in die 3. Liga auf. In dieser Saison stellten die Meister der Regionalligen Südwest, West und Nordost je einen direkten Aufsteiger. Die von den Verbänden gemeldeten Vereine der Regionalliga Bayern und der Regionalliga Nord spielten in einem Aufstiegs-Play-off um den vierten Aufstiegsplatz.

## Regionalligen
- Regionalliga Bayern 2019–21 mit 18 bzw. 17 Mannschaften aus dem Bayerischen Fußball-Verband (BFV): Aufgrund der Coronapandemie wurde die unterbrochene Saison 2019/20 um ein Jahr verlängert; seit November 2020 ruhte der Spielbetrieb coronabedingt. Am 18. Mai 2021 wurde die Saison abgebrochen.
- Regionalliga Nord 2020/21 mit 22 Mannschaften (in zwei regionalen Gruppen) aus dem Norddeutschen Fußball-Verband (NFV): Seit November 2020 ruhte der Spielbetrieb coronabedingt, im April 2021 wurde der Saisonabbruch vollzogen.[2]
- Regionalliga Nordost 2020/21 mit 20 Mannschaften aus dem Nordostdeutschen Fußballverband (NOFV): Seit November 2020 ruhte der Spielbetrieb coronabedingt, im April 2021 wurde der Saisonabbruch vollzogen.[3]
- Regionalliga Südwest 2020/21 mit 22 Mannschaften aus dem Fußball-Regional-Verband Südwest und dem Süddeutschen Fußball-Verband (SFV) mit Ausnahme des Bayerischen Fußball-Verbandes
- Regionalliga West 2020/21 mit 21 Mannschaften aus dem Westdeutschen Fußballverband (WDFV)

## Aufstiegsspiele
An den Aufstiegsspielen zur 3. Liga nahmen die jeweils besten und zum Aufstieg berechtigten Mannschaften der Regionalligen Bayern und Nord teil. Der Sieger nach Hin- und Rückspiel stieg auf. Das Hinspiel wurde auf den 12., das Rückspiel auf den 19. Juni 2021 terminiert.
Bei einem Teilnahmeverzicht von Mannschaften, oder falls sich aus einer Regionalliga keine Mannschaft sportlich qualifiziert hätte, wären Freilose vergeben worden.
Folgende Mannschaften qualifizierten sich sportlich für die Aufstiegsspiele:
- die für die Teilnahme gemeldete Mannschaft der Regionalliga Bayern 2019–21: Sieger des Rundenturniers zwischen Viktoria Aschaffenburg, 1. FC Schweinfurt 05 und der SpVgg Bayreuth[5]
- die für die Teilnahme gemeldete Mannschaft der abgebrochenen Regionalliga Nord 2020/21[6]

|                      | Gesamt |             | Hinspiel  | Rückspiel |
| -------------------- | ------ | ----------- | --------- | --------- |
| 1. FC Schweinfurt 05 | 0:2    | TSV Havelse | 0:1 (0:0) | 0:1 (0:1) |

## Auswirkungen der COVID-19-Pandemie
Aufgrund der COVID-19-Pandemie wurde der Spielbetrieb der Regionalligen Nord, Nordost und Bayern abgebrochen, in den Ligen West und Südwest hingegen weitergeführt. Der bayerische Landesverband bestimmte den Teilnehmer an den Aufstiegsspielen mittels eines Rundenturniers zwischen den drei quotientstärksten Teams, die eine Drittligalizenz beantragt hatten. In der Regionalliga Nordost wurde mittels Quotientenregel der FC Viktoria 1889 Berlin zum Aufsteiger erklärt. In der Regionalliga Nord wurde der Teilnehmer an den Aufstiegsspielen zur 3. Liga im Rahmen einer Abstimmung unter den 22 Vereinen ermittelt.